# Юрьев Лес
Ю́рьев Лес — деревня в Новодеревеньковском районе Орловской области России.
Входит в состав Старогольского сельского поселения.

## География
Деревня расположена севернее деревень Пасынки и Гоголь. Юго-западнее деревни находится лес Заклятье, южнее — лес Заказ. Западнее деревни проходит автомобильная дорога 54А-1.

## Население
| 2010 |
| ---- |
| 1    |